# Cyrtandra victoriae
Cyrtandra victoriae là một loài thực vật có hoa trong họ Tai voi. Loài này được Gillespie mô tả khoa học đầu tiên năm 1930.